# Hankasaari
Hankasaari är en ö i Finland. Den ligger i sjön Hankavesi och Välivesi och i kommunen Etseri i den ekonomiska regionen  Kuusiokunnat  och landskapet Södra Österbotten, i den centrala delen av landet, 260 km norr om huvudstaden Helsingfors. Öns area är 73,8 hektar och dess största längd är 2,8 kilometer i sydöst-nordvästlig riktning.